# Ade Adebisi

a Compétitions nationales et continentales officielles uniquement.

Ade Adebisi , né le 7 janvier 1986 au Nigeria, est à la fois un joueur de rugby à XIII nigérian, évoluant au poste d'arrière ou d'ailier,  et une personnalité du monde sportif nigérian. Il fait ses débuts avec le club britannique de Super League des London Broncos, lors de la saison 2004.  
Il est emblématique de la génération des joueurs africains de la fin des années 2010. Bien souvent, ceux-ci ne peuvent pratiquer le rugby à XIII qu'en Grande-Bretagne ou en France, en raison de l'absence d'une organisation pérenne de ce sport dans leur pays d’origine. 
Par ailleurs, il parvient à mener une carrière professionnelle tout à fait honorable, malgré une maladie génétique handicapante.
Ade Adebisi est également très impliqué dans l'organisation du rugby à XIII de son pays d'origine et participe activement à son développement dans l'état africain et à la montée en puissance de son équipe nationale.

## Biographie
Le père d'Ade Adebisi est architecte, sa mère employée du Pont de Londres. Ils donnent à leur enfant une bonne éducation, et celui-ci, comme beaucoup de jeunes africains, rêve de football et de jouer pour l'équipe d'Arsenal. Un de ses enseignants, originaire de Bradford (ville treiziste) le remarque et l'emmène à une séance de sélection d'une équipe anglaise de rugby à XIII, les London Skolars. L'essai est tellement concluant que le jeune joueur jouera plus tard pour l'équipe de Super League de la capitale britannique : les London Broncos.      
Après avoir passé quatre années dans le club londonien des Broncos, Ade Adebisi rejoint le club de Whitehaven en 2008. En 2011, il retrouve ce qui sera son dernier club, les London Skolars, qui l'attendait avec une certaine impatience.      
Le joueur nigérian présente une particularité rare dans le monde sportif en général et dans celui du rugby à XIII en particulier. Il est atteint d'une maladie génétique, certes répandue, mais handicapante pour son activité de sportif professionnel : la drépanocytose. Il provoque même la surprise des médecins  qui ne pouvaient croire qu'il pratiquait le rugby ,  « car ils n'avaient jamais été témoins de malade souffrant de cette maladie dans le monde entier, capable de pratiquer un sport professionnel ». Mais parfois les entrainement sont tellement exigeants avec ses clubs , qu'à la suite d'une séance, il doit être hospitalisé pendant une semaine. Cela se au moins produisit deux fois, une fois quand il jouait pour  Whitehaven, une autre quand il faisait partie des Skolars de Londres. Cette expérience personnelle de la maladie, lui permet d'être sensible aux opérations caritatives, d'y participer,  et,  surtout,  son courage face à la maladie est reconnue par la presse, qui détaille tous les efforts que doit accomplir le joueur pour mener à la fois sa carrière de rugbyman et sa lutte contre la maladie.   
Au mois de décembre 2018, à la faveur d'une réorganisation et dissolution de la fédération nigériane de rugby à XIII, il est nommé vice-président et manager général de la nouvelle fédération : la Nigeria Rugby League Association.   
Le joueur , fort de son expérience du professionnalisme, essaie de développer le sport dans son pays d'origine et se montre très attentif au progrès de la fédération nationale locale. Il essaie notamment de rassembler la diaspora « treiziste »  nigériane , afin de renforcer la sélection nationale: en effet certains joueurs d'origine nigériane, des heritages players, sont dispersés entre les championnats anglais et australien.     
Pour mener à bien son projet , il démission de son emploi à l'aéroport d'Heathrow et obtient comme  résultat que le Nigeria participe au Championnat du Moyen-Orient et d'Afrique, sorte de Coupe d'Afrique de rugby à XIII élargie.    

## Palmarès
À titre collectif, le joueur n'a pas ramené de titres prestigieux. À titre individuel, ses qualités sportives, l'amènent à être nommé  dans l'équipe rêve des « 2011 Championship One All-Star team » une sélection honorifique des meilleurs joueurs du championnat anglais de troisième division de la saison 2011. 